# Reyrevignes
Reyrevignes är en kommun i departementet Lot i regionen Occitanien i södra Frankrike. Kommunen ligger i kantonen Livernon som tillhör arrondissementet Figeac. År 2022 hade Reyrevignes 366 invånare.

## Befolkningsutveckling
Antalet invånare i kommunen Reyrevignes
| Referens: INSEE |